# Domenico de Simone
Domenico de Simone (né le 29 novembre 1768 à Bénévent en Campanie, et mort le 9 novembre 1837 à Rome) est un cardinal italien du XIXe siècle. 

## Biographie
Domenico De Simone exerce diverses fonctions au sein de la Curie romaine, notamment comme préfet des Annona.
Le pape Pie VIII le crée cardinal lors du consistoire du 15 mars 1830. Le cardinal de Simone est légat apostolique à Ferrare. Il participe au conclave de 1830-1831, lors duquel Grégoire XVI est élu pape. En 1832-1833 il est camerlingue du Sacré Collège.
De Simone est un grand-neveu du cardinal Gennaro Antonio De Simone (1773) et un neveu du cardinal Camillo de Simone (1816).

### Source
- Fiche du cardinal Domenico de Simone sur le site fiu.edu